# Jakub Parzeński
Jakub Maciej Parzeński (ur. 3 grudnia 1991 we Wrocławiu) – polski koszykarz grający na pozycji środkowego, od 2023 zawodnik SKS-u Fulimpex Starogard Gdański.
17-krotny reprezentant Polski do lat 20.

## Życiorys
Jakub Parzeński swoją karierę koszykarską rozpoczynał od występów w rezerwach Śląska Wrocław. W debiutanckim sezonie (2007/2008) wystąpił w barwach tej drużyny w 9 meczach II ligi, zdobywając w nich średnio po 4 punkty. Po wycofaniu się Śląska z rozgrywek Polskiej Ligi Koszykówki zaczął występować w pierwszej drużynie tego klubu, która zajęła miejsce dotychczasowych rezerw w II lidze. W sezonie 2008/2009 zagrał w 17 meczach, zdobywając średnio po 7 punktów, a w kolejnym sezonie (2009/2010) wystąpił w 19 spotkaniach, zdobywając w nich średnio po 13,5 punktów. Przed sezonem 2010/2011, w lipcu 2010 roku, podpisał kontrakt z włoskim klubem Virtus Bolonia. W zespole tym wystąpił w sumie w 5 meczach ligowych, zdobywając w nich średnio po 1,2 punktu. We wrześniu 2011 roku został wypożyczony z Virtusu Bolonia na sezon 2011/2012 do klubu PBG Basket Poznań. W klubie tym wystąpił w 38 meczach, zdobywając w nich średnio po 6,2 punktów i 3,4 zbiórki. W maju 2012 roku zgłosił się do udziału w drafcie do ligi NBA. Po zakończeniu rozgrywek ligowych w sezonie 2011/2012, w czerwcu 2012 roku, powrócił do Virtusu Bolonia. W sierpniu 2013 roku powrócił do Polski, gdzie obecnie reprezentował barwy Śląska Wrocław.
19 lipca 2018 podpisał dwuletnią umowę z Anwilem Włocławek. 30 listopada został wypożyczony do Rosy Radom.
W lutym 2019 w pobranej od niego próbce wykryto niedozwolony środek dopingujący (klenbuterol). Od tego czasu był tymczasowo zawieszony, a ostatecznie Polska Agencja Antydopingowa w marcu 2020 wymierzyła Parzeńskiemu karę rocznej dyskwalifikacji (biegnącą od lutego 2019 do lutego 2020), uznając iż zakazana substancja znalazła się w jego organizmie w sposób nieświadomy.
Parzeński jest byłym reprezentantem Polski w kategoriach juniorskich. Wraz z reprezentacją U-18 w 2009 roku wystąpił w eliminacjach do mistrzostw Europy w tej kategorii wiekowej. Zagrał wówczas w 8 meczach, zdobywając w nich w sumie 59 punktów i 31 zbiórek. Wraz z reprezentacją do lat 20 w 2011 roku wystąpił w eliminacjach do mistrzostw Europy w tej kategorii wiekowej. Zagrał wówczas w 9 spotkaniach, zdobywając w nich w sumie 93 punkty i 59 zbiórek. W sumie w swojej karierze wystąpił w 17 meczach reprezentacji Polski do lat 20, zdobywając w nich średnio po 13,5 punktów oraz 7,5 zbiórek.
8 czerwca 2020 został zawodnikiem Kinga Szczecin. W sierpniu 2020 doznał poważnej kontuzji kolana, która wykluczyła go z występów. 10 czerwca 2023 dołączył do SKS-u Fulimpex Starogard Gdański ponad czterech latach (1687 dni) przerwy od koszykówki.
Jakub Parzeński jest synem byłego koszykarza – Dariusza Parzeńskiego.

## Osiągnięcia
Stan na 29 listopada 2023, na podstawie, o ile nie zaznaczono inaczej.
Drużynowe
- Finalista Superpucharu Polski (2018)[20]
- Wicemistrz Polski juniorów (2009)

Indywidualne
- MVP: 
  - mistrzostw Polski U-18 w koszykówce mężczyzn (2009)
  - kolejki EBL (10 - 2017/2018)[21]

Reprezentacja
- Wicemistrz Europy U–18 dywizji B (2009)
- Uczestnik mistrzostw Europy U–20 dywizji B (2011 – 9. miejsce)

## Statystyki
| Sezon     | Drużyna                    | M  | S5 | MPG  | FG%   | 3P%   | FT%   | RPG | APG | SPG | BPG | PPG  |
| --------- | -------------------------- | -- | -- | ---- | ----- | ----- | ----- | --- | --- | --- | --- | ---- |
| 2007/2008 | Śląsk II Wrocław (II liga) | 9  |    |      |       |       |       |     |     |     |     | 4,0  |
| 2008/2009 | Śląsk II Wrocław (II liga) | 17 |    | 19,0 | 39,1% | 28,6% | 68,2% | 4,3 | 0,9 | 0,6 | 0,6 | 7,0  |
| 2009/2010 | Śląsk Wrocław (II liga)    | 19 |    | 25,6 | 38%   | 39%   | 83%   | 7,3 | 1,1 | 0,4 | 1,2 | 13,5 |
| 2010/2011 | Virtus Bolonia (Serie A)   | 4  | 1  | 3,0  | 100%  | 0,0%  | 100%  | 0,8 | 0,0 | 0,5 | 0,0 | 1,0  |
| 2011/2012 | PBG Basket Poznań (PLK)    | 38 | 9  | 15,4 | 44,0% | 20,0% | 68,7% | 3,4 | 0,2 | 0,3 | 0,6 | 6,2  |
| 2011/2012 | Virtus Bolonia (Serie A)   | 1  | 0  | 2,0  | 100%  | 0,0%  | 0,0%  | 2,0 | 0,0 | 0,0 | 1,0 | 2,0  |
| 2013/2014 | Śląsk Wrocław (PLK)        | 22 | 10 | 11,5 | 41,9% | 25,0% | 70,0% | 2,7 | 0,3 | 0,5 | 0,6 | 3,1  |
| 2014/2015 | Asseco Gdynia (PLK)        | 34 | 2  | 19,5 | 44,5% | 26,1% | 63,8% | 3,8 | 0,1 | 0,4 | 0,5 | 4,9  |
| 2015/2016 | Asseco Gdynia (PLK)        | 34 | 33 | 19,5 | 46,6% | 24,4% | 53,6% | 5,9 | 0,4 | 0,3 | 0,8 | 8,0  |
| 2016/2017 | MKS Dąbrowa Górnicza (PLK) | 29 | 26 | 18,4 | 58,3% | 50,0% | 52,2% | 4,7 | 0,8 | 0,2 | 0,7 | 8,4  |